# 大三角貿易

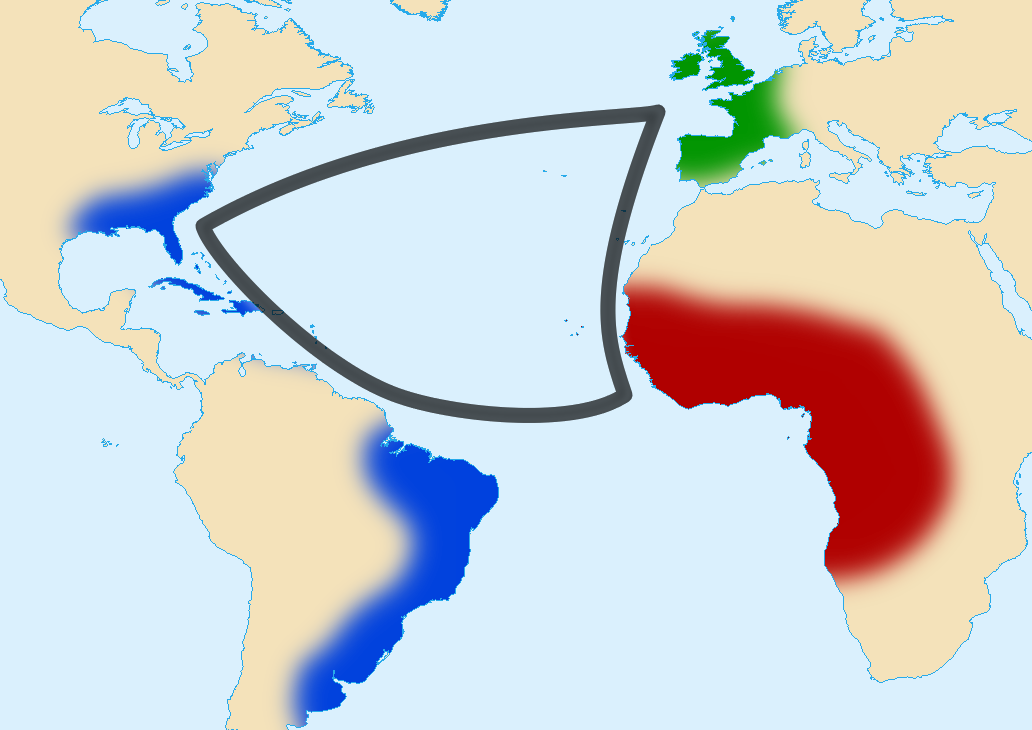
歐洲、非洲以及美洲之間的三角貿易

大三角貿易是在歐洲的資本主義和舊帝國主義之下所造就之產物。
大三角貿易所組成的三條路線分別是從歐洲運至非洲的酒精、軍火、紡織品等工業製品，自西非運至美洲做為勞動力的黑奴，自美洲運至歐洲的貴金屬、礦石、蔗糖、煙草、咖啡、可可、棉花、糧食等農產品及原材料。

## 發展
當十五世紀的地理大發現之後，隨著新大陸的發現，大西洋航線取代昔日繁榮的地中海貿易路線，成為商業交通的必經之路，導致義大利地區和德國北部漢薩同盟各傳統商業城市的衰落，英國、法國、荷蘭這幾個面向大西洋的國家的經濟興起後，便開始占領殖民地，進行原料的搶奪，再輸入歐洲賺取豐厚利潤。
荷蘭在16世紀末獨立後，於1602年設立荷蘭東印度公司，之後迅速發展為世界最大的航海和商業國家，逐漸壟斷了與中國、印度、日本、錫蘭和香料群島的貿易。法國則在北美洲建立了新法蘭西殖民地，並在加勒比海佔據了數個具有戰略意義並盛產蔗糖的島嶼。
由於英國在北美殖民地進行煙草和棉花的商業種植，法國需要向加勒比海島嶼的甘蔗種植園輸送人力，因此兩國對奴隸的需要也日益擴大。1526年，英國開始奴隸貿易。不久之後，荷蘭和丹麥作為活躍的貿易中轉國也加入奴隸貿易活動中來，試圖從中分得利益。瑞典、布蘭登堡、漢堡、庫爾蘭等國家也在這一時期從事奴隸貿易，為此在非洲海岸佔領了一些據點。由於西非地區的本土經濟以採集和狩獵為主，食物產量有限，為了供養奴隸在長途販途中的伙食，在這些據點周圍開闢了農業地區，從歐洲和美洲引進馬鈴薯、玉米、番薯、番茄等糧食作物。
由於殖民者，尤其是西班牙人，對印第安土著的殘酷屠殺，印第安人的數量由15世紀末的5000萬銳減至17世紀的400萬，因此歐洲殖民者不得不從非洲尋找新的勞動力來源。從1442年起，葡萄牙人就把柏柏爾人用作奴隸（在葡萄牙本土），西班牙人從1502年起開始把非洲黑人運入美洲。對奴隸貿易的需求促使兩國以及英國、荷蘭、法國、丹麥等新興資本主義國家在西非洲沿海建設了許多商站，販賣奴隸、象牙、黃金和辣椒。

## 沒落
到了十九世紀由於天賦人權觀念影響，加上宗教、人道和經濟方面的原因，廢奴運動開始盛行。英國於1807年宣佈奴隸貿易為非法，此後荷蘭、法國、瑞典、丹麥等國也宣佈禁止奴隸貿易。這一措施使得各國在非洲沿海的據點迅速萎縮，也讓三角貿易趨向衰微。

## 影響

### 對歐洲的影響
歐洲人由自己一手操作的三角貿易獲得了龐大利潤，而且每一航行階段都有利可圖。更帶動了歐洲大都市的繁榮，例如英國利物浦，荷蘭阿姆斯特丹，法國南特等。
咖啡、可可、煙草、蔗糖、馬鈴薯、玉米、番茄等新消費品引入歐洲，歐洲人的飲食習慣也大幅度改變，導致對這些消費品需求的增長，這就促使西班牙和葡萄牙在新征服的美洲廣大地區發展經濟作物的種植。

### 對非洲的影響
非洲因為奴隸買賣，人口大量減少，除削弱當地原有生產力，更造成對黑人生命及人性尊嚴的漠視及迫害，強化了種族偏見，使得非洲人一度受到歧視。

### 對中南美洲的影響
歐洲人在中南美洲所栽種的熱帶作物，經過工業化形成熱帶栽培業，產品為熱帶經濟作物，如甘蔗、橡膠、咖啡等，在當地做初步加工後，以低廉的利潤大量輸出國外外銷。但是這種商業農業極度依賴海外國家，容易受到國際價格波動，又是低利潤大量銷售，所以難以累積國家財富。